# Textulariopsis
Textulariopsis es un género de foraminífero bentónico de la familia Textulariopsidae, de la superfamilia Spiroplectamminoidea, del suborden Spiroplectamminina y del orden Lituolida. Su especie tipo es Textulariopsis portsdownensis. Su rango cronoestratigráfico abarca desde el Pliensbachiense (Jurásico inferior) hasta el Maastrichtiense (Jurásico superior).

## Discusión
Clasificaciones previas incluían Textulariopsis en el suborden Textulariina del orden Textulariida, o en el orden Lituolida sin diferenciar el suborden Spiroplectamminina.

## Clasificación
Textulariopsis incluye a las siguientes especies:
- Textulariopsis elegans †
- Textulariopsis lechriosa †
- Textulariopsis portsdownensis †
- Textulariopsis sinemurensis †
- Textulariopsis taylori †
- Textulariopsis texhomensis †
- Textulariopsis zoetgeneugdia †